# Filipp Furche
Filipp Ulrich Furche (* 1974 in Stuttgart) ist ein deutscher theoretischer Chemiker an der University of California, Irvine.

## Leben
Furche erwarb am Eberhard-Ludwigs-Gymnasium Stuttgart das Abitur. Er studierte an der Albert-Ludwigs-Universität Freiburg und der Universität Karlsruhe Chemie. 1998 erwarb er mit der Arbeit Lineare Antwort im Rahmen der Dichtefunktionaltheorie. Chiroptische Eigenschaften von Helicenen bei Reinhart Ahlrichs das Diplom. Nach einem Forschungsaufenthalt bei John P. Perdew an der Tulane University promovierte Furche 2002 bei Ahlrichs mit der Arbeit Dichtefunktionalmethoden für elektronisch angeregte Moleküle. Theorie – Implementierung – Anwendung. Als Postdoktorand arbeitete er wiederum bei Perdew und war ab 2004 wissenschaftlicher Mitarbeiter an der Universität Karlsruhe, wo er 2006 habilitierte.
2006 übernahm Furche am Center for Functional Nanostructures des Karlsruher Instituts für Technologie die Leitung einer eigenen Arbeitsgruppe, bevor er 2008 als Associate Professor an die University of California, Irvine, ging. Hier erhielt er 2011 eine ordentliche Professur.

## Wirken
Furche entwickelte Methoden der Quantenchemie und implementierte sie in hocheffiziente Computerprogramme, wobei er eng mit experimentell arbeitenden Gruppen kooperierte. Insbesondere befasste er sich mit zeitabhängiger Dichtefunktionaltheorie und wandte die Random-Phase-Approximation auf Materialien mit kleiner Bandlücke an. Seine Arbeiten fanden Anwendungen in der Photochemie und -physik und ermöglichten die Berechnung der Geometrien von größeren Molekülen wie denen von Goldclusterionen.
2007 gehörte Furche zu den Gründern der TURBOMOLE GmbH und war ihr erster Geschäftsführer.

## Auszeichnungen (Auswahl)
- 2004 Heinz-Maier-Leibnitz-Preis[1]
- 2006 Mitglied der Jungen Akademie (bis 2011)[2]
- 2013 Dirac Medal der World Association of Theoretical and Computational Chemists[3]
- 2014 Early-Career Award in Theoretical Physical Chemistry der American Chemical Society[4]